# Aisai
Aisai (愛西市, Aisai-shi) est une ville située dans la préfecture d'Aichi, sur l'île de Honshū, au Japon.

## Géographie

### Situation
Aisai est située dans l'Ouest de la préfecture d'Aichi, au Japon.

### Municipalités limitrophes
| Kaizu  | Inazawa | Inazawa  |
| Kaizu  | Aisai   | Tsushima |
| Kuwana | Yatomi  | Kanie    |

### Démographie
Au 1er mai 2018, la population de la ville d'Aisai était de 63 339 habitants, répartis sur une superficie de 66,70 km2.

### Hydrographie
La ville d'Aisai est traversée par le fleuve Kiso et la rivière Nagara.

## Histoire
Aisai a été fondée le 1er avril 2005, par la fusion des bourgs de Saya et Saori, ainsi que des villages de Hachikai et Tatsuta (district d'Ama).

## Transports
La ville est desservie par la ligne principale Kansai de la JR Central et les lignes Bisai et Tsushima de la  Meitetsu.

## Personnalités liées à la municipalité
- Katō Takaaki (1860-1926), premier ministre
- Shoichi Yokoi (1915-1997), soldat